# One in a Million (singolo Bosson)
One In a Million è un brano musicale del cantante svedese Bosson, estratto dall'omonimo album dell'artista,  One in a Million.
Già presente nel film del 2000 Miss Detective, viene pubblicato come singolo l'anno successivo in altre parti del mondo, diventando una top-10 hit in Asia e in Europa. La canzone ha ricevuto una nomination al Golden Globe per la migliore canzone originale nell'edizione 2001 della cerimonia.

## Remix
La canzone esiste anche in versione remix, che è presente nel film Miss Detective. Differisce dalla versione originale per la velocità del ritmo.

## Tracce
CD single (Europa)
1. One in a Million – 3:35
2. One in a Million (Remix)	– 3:30

CD maxi single (Europa)
1. One in a Million – 3:35
2. One in a Million (Remix) – 3:30
3. We Will Meet Again – 4:35

CD maxi single (Svezia)
1. One in a Million (Album Version) – 3:35
2. One in a Million (The Luva Remix) – 3:48
3. One in a Million (One Million Motions Version) – 6:46
4. One in a Million (The Mystica Mix) – 4:00

CD single (Svezia)
1. One in a Million – 3:35
2. Where Are You? (Album Version) – 3:48
3. One in a Million (The Mystica Mix)

## Classifiche

### Classifiche settimanali
| Classifica (2001) | Posizione massima |
| ----------------- | ----------------- |
| Austria           | 5                 |
| Belgio (Fiandre)  | 3                 |
| Belgio (Vallonia) | 37                |
| Danimarca         | 16                |
| Germania          | 12                |
| Norvegia          | 2                 |
| Polonia           | 23                |
| Portogallo        | 7                 |
| Romania           | 4                 |
| Svezia            | 7                 |
| Svizzera          | 8                 |

### Classifiche di fine anno
| Classifica (2001) | Posizione |
| ----------------- | --------- |
| Germania          | 54        |
| Svezia            | 49        |
| Svizzera          | 50        |